# Brabanthal (Leuven)
De Brabanthal is een evenementenhal en seminariecentrum in Leuven. Het complex biedt bijna 6000 m² overdekte ruimtes. De Brabanthal werd gebouwd op initiatief van Stad Leuven en werd op 16 augustus 1995 officieel geopend.
De Brabanthal bestaat uit een grote hal (4200 m²) en een foyer (1080 m²) die elk afzonderlijk, of samen gebruikt kunnen worden voor beurzen en exposities. Aan de foyer is een cafetaria gekoppeld, die gebruikt kan worden voor diners, maar die ook de catering tijdens beurzen en exposities verzorgt. Indien de hal wordt gebruikt voor een concert, dan biedt deze plaats aan ongeveer 5200 personen.
De Brabanthal heeft ook de beschikking over 8 vergaderzalen, variërend in grootte van 15 tot 150 personen.